# Robin Hood: Bărbați în izmene
 Robin Hood: Bărbați în izmene  (titlu original: Robin Hood: Men in Tights) este un film american din 1993 produs și regizat de Mel Brooks. Este creat în genurile muzical, comedie, de aventuri, parodie. Rolurile principale au fost interpretate de actorii Richard Lewis, Roger Rees, Amy Yasbeck.  

## Distribuție
- Cary Elwes - Robin Hood[11]
- Richard Lewis - Prince John
- Roger Rees - Sheriff of Rottingham
- Amy Yasbeck - Maid Marian
- Dave Chappelle - Ahchoo
- Mark Blankfield - Blinkin
- Eric Allan Kramer - Little John
- Matthew Porretta - Will Scarlet O'Hara
- Isaac Hayes - Asneeze
- Tracey Ullman - Latrine
- Patrick Stewart - King Richard
- Dom DeLuise - Don Giovanni
- Steve Tancora - Filthy Luca
- Joe Dimmick - Dirty Ezio
- Dick Van Patten - The Abbot
- Mel Brooks - Rabbi Tuckman
- Megan Cavanagh - Broomhilde
- Avery Schreiber - Tax Assessor
- Chuck McCann - Villager
- Brian George - Dungeon Maitre D'
- Zitto Kazann - Head Saracen Guard
- Richard Assad - Assistant Saracen Guard
- Herman Poppe - Sheriff's Guard
- Clive Revill - Fire Marshall
- Joe Baker - Angry Villager
- Carol Arthur - Complaining Villager
- Kelly Jones - Buxom Lass
- Clement von Franckenstein - Royal Announcer
- Corbin Allred - Young Lad
- Chase Masterson - Giggling Court Lady
- Don Lewis - Mime
- Roger Owens - Peanut Vendor
- Patrick Valenzuela - Lead Camel Jockey
- Steffon - Sherwood Forest Rapper
- David DeLuise - Villager
- Marc Ian Sklar - Merry Man (nemenționat)
- Tim Storms - Merry Man (nemenționat)